# Condado de Moody
El condado de Moody  (en inglés: Moody County, South Dakota), fundado en 1873, es uno de los 66 condados en el estado estadounidense de Dakota del Sur. En el 2000, el condado tenía una población de 6595 habitantes, en una densidad poblacional de dos personas por kilómetro cuadrado. La sede del condado es Flandreau.

## Geografía
Según la Oficina del Censo, el condado tiene un área total de 1350 km² (521,2 mi²), de la cual 1346 km² (519,7 mi²) es tierra y 4 km² (1,5 mi²) es agua.

### Condados adyacentes
- Condado de Brookings: norte
- Condado de Pipestone: este
- Condado de Minnehaha: sur
- Condado de Lake: oeste

## Demografía
En el 2000, la renta per cápita promedia del condado era de $35 467, y el ingreso promedio para una familia era de $41 623. En el año 2000, los varones tenían un ingreso per cápita de $27 391, contra $20 472 de las mujeres. El ingreso per cápita para el condado era de $16 541. Alrededor del 9.60 % de la población estaba bajo el umbral de pobreza nacional.
| 1900 | 1910 | 1920 | 1930 | 1940 | 1950 | 1960 | 1970 | 1980 | 1990 | 2000 | 2008 (estimado) |
| ---- | ---- | ---- | ---- | ---- | ---- | ---- | ---- | ---- | ---- | ---- | --------------- |
| 8326 | 8695 | 9742 | 9603 | 9341 | 9252 | 8810 | 7622 | 6692 | 6507 | 6595 | 6414            |

## Ciudades y pueblos
- Egan
- Flandreau
- Lone Tree
- Trent
- Ward
- Colman

### Municipios
- Municipio de Alliance
- Municipio de Blinsmon
- Municipio de Clare
- Municipio de Colman
- Municipio de Egan
- Municipio de Enterprise
- Municipio de Flandreau
- Municipio de Fremont
- Municipio de Grovena
- Municipio de Jefferson
- Municipio de Lone Rock
- Municipio de Lynn
- Municipio de Riverview
- Municipio de Spring Creek
- Municipio de Union
- Municipio de Ward

## Mayores autopistas
| - Interestatal 29 - Carretera de Dakota del Sur 11 - Carretera de Dakota del Sur 13 - Carretera de Dakota del Sur 32 | - Carretera de Dakota del Sur 34 |